# Krajputaši iz Šuma (Ivanjica)

## Spomenik Dragoljuba Mlađenovića
Krajputaš se nalazi kod Glavučka. Posvećen je Dragoljubu Mlađenoviću koji je poginuo 29. 1. 1915. Spomenik su mu podigli ožalošćeni roditelji i braća.
Tekst koji je ispisan na spomeniku je: 

"Dragoljub Mlađenovic iz sela Šume vojnik IV kadrovačkog puka koi poživi 19. godina a umre 29. I. 1915. god. u Obrenovcu poreći se za otadžbinu. Ovaj spomen pogigoše mu ožalošćeni roditelji i braća."

## Spomenik Tikomira Mlađenovića
Krajputaš se nalazi kod Glavučka. Krajputaš Tikomira Mlađenovića koji je učestvova u Prvom svetskom ratu, a umro je 16. 1. 1915. Spomenik su mu podigli otac Mijailo, majka Stana i braća Vladimir i Božo.
Tekst koji je ispisan na spomeniku je: 

"Spomen Tikomir Mlađenovića iz sela Šuma koi časno i pošteno poživi 28. god. a umrie 16. I. 1915. Ovaj spomen podigoše mu ožalošćeni roditelji otac Mijailo majka Stana i braća Vladimir i Božo."